# ۱۱۶۳ (میلادی)
۱۱۶۳ (میلادی) هزار و صد و شصت و سومین سال تقویم میلادی است.

## درگذشتگان
‎